# Горєлова Марія Олександрівна
Марія Олександрівна Горєлова (16 листопада 2002) — українська легкоатлетка, що спеціалізується у стрибках у довжину.

## Виступи на основних міжнародних змаганнях
| Рік  | Чемпіонат                                    | Місце проведення        | Місце    | Результат       |
| ---- | -------------------------------------------- | ----------------------- | -------- | --------------- |
| 2018 | Чемпіонат Європи серед юнаків                | Дьєр, Угорщина          | 13 (кв.) | 5.82 м          |
| 2018 | Юнацькі Олімпійські ігри                     | Буенос-Айрес, Аргентина | 9        | 5.71 м + 5.79 м |
| 2019 | Європейський юнацький олімпійський фестиваль | Баку, Азербайджан       | 1        | 6.21 м          |
| 2021 | Чемпіонат Європи серед юніорів               | Таллінн, Естонія        | 5        | 6.44 м          |
| 2021 | Чемпіонат світу серед юніорів                | Найробі, Кенія          | 3        | 6.50 м          |